# Charles Coleman
Charles Coleman, född 22 december 1885 i Sydney, död 8 mars 1951 i Woodland Hills, Los Angeles, Kalifornien, var en australisk-amerikansk skådespelare. Coleman filmdebuterade 1915 och specialiserade sig på roller som butler, dörrvakt eller kypare. I majoriteten av de filmer som han medverkade i stod han inte med i dess rollistor.

## Filmografi i urval
- 1935 – Fåfängans marknad
- 1936 – Lilla miljonärskan
- 1937 – Åh, en sån fästman!
- 1938 – Vad ska en fattig flicka göra?
- 1941 – Det började med Eva
- 1942 – Tusen och en natt
- 1942 – Den första kärleken...
- 1942 – Nattens ängel
- 1945 – Kitty
- 1947 – Kvinnan utan alibi